# バッファロー (プロレスラー)
ブラックバファロー（1974年7月6日 - ）は、日本の覆面レスラー。本名：山田 圭介（やまだ けいすけ）。鳥取県出身。因幡のバッファロー（いなばのバッファロー）、ハッピーでんきマンとしても活動している。2014年から2021年はバッファローとして活動していた。

## 概要
リングネームのブラックバファロー及びキャラクターは、大阪プロレス時代に同じく所属していたタイガースマスクがプロ野球球団「阪神タイガース」とテレビアニメ「タイガーマスク」をモチーフにしたキャラクターであったのに対して、同じくプロ野球球団「大阪近鉄バファローズ」がモチーフになっている（登場はタイガースマスクより早い）。ただし、野球ギミックの度合いは低く、マスクの鍔や足下のスパイクや入場時に持つ金属バット等に見られる程度である。また、コスチュームに描かれた背番号は1999年が「37」、ルード軍「LOV」所属時代が「9」、2007年に怪我から復帰した時が「4」であった。なお、ブラックバファローとタイガースマスクは野球に関心がない。

## 経歴

### 山田圭介
1993年4月、オリエンタルプロレスに入門。8月2日、PWC後楽園ホール大会で山田圭介として対藤田豊成戦でデビュー。12月、オリエンタルプロレスが解散。
1994年1月、新格闘プロレスに入団。11月、新格闘プロレスが解散。
1995年2月、I.W.A.JAPANに入団。
1997年11月、I.W.A.JAPANの代表に就任。
1998年9月7日、I.W.A.JAPAN後楽園ホール大会でザ・グレート・カブキの引退試合として行われた3試合で唯一のシングルマッチで対戦相手を務めた。
1999年、I.W.A.JAPANを退団。

### ブラックバファロー
3月、大阪プロレスに入団してリングネームを覆面レスラー「ブラックバファロー」に改名。同年、ルード軍「LOV」に加入。
2001年、ルード軍「FLUXxx」に加入。7月21日、Gamma&大王QUALLT組に勝利してツバサと共に大阪プロレスタッグ王座を獲得。ツバサとタッグチーム「インフィニティ」を結成。
2002年、ツバサと共にFLUXxxを追放される。8月25日、"ビッグボス"MA-G-MA&QUALLT組に勝利してツバサと共に大阪プロレスタッグ王座を獲得。
2003年、試合中にタッグパートナーであるツバサに攻撃を加えてマスクを剥ぎ、ルード軍「岸和田愚連隊」に加入してインフィニティは解散。
2004年12月19日、ビリーケン・キッド&タイガースマスク組に勝利し、QUALLTと共に大阪プロレスタッグ王座を獲得。
2005年4月、フリーの大鷲透を首魁に据えてルード軍「武侍漢」を結成。
2006年1月、ヒールターンしたキッドをボスとしてルード軍「ベンダバル」を結成。2月26日、王座決定戦に勝利してキッドと共に大阪プロレスタッグ王座を獲得したが、右肩を負傷したため大阪プロレスタッグ王座を返上。
2007年、ブラックバファローが欠場中にメキシコに向かったことが確認されたと大阪プロレスがマスコミに向けて発表。AAAの試合に出場していることもマスコミに確認された。4月、契約更改でフリーとなることを発表。6月30日、「大阪タッグフェスティバル」中に怪我で欠場したゼロのピンチヒッターとして復帰。7月14日、全試合終了後に怪我による長期欠場後のAAA無断参戦や契約解除など身勝手な行動を謝罪。また、プロレス界から退くか迷っていたところを引き止めてくれたGAINAへの感謝と、大阪プロレスにまた上がり試合をしたいと熱意を感極まりながら述べた。8月25日、ルード軍「バッドフォース」に所属。
2008年2月11日、タイガースマスクとのマスカラ・コントラ・マスカラ（敗者マスク剥ぎマッチ）に敗れてマスクを脱いで元I.W.A.JAPAN所属選手の山田圭介だと明かした。大阪プロレスを退団したのは極度の鬱病にかかったこと、何度もタイガースが練習を誘いに自宅へ訪問してくれたことを涙ながらに語り、素顔で活動することを発表。また、バッドフォースを追放された。
2009年1月1日、アジアン・クーガー&ツバサ組に勝利してタイガースと共に大阪プロレスタッグ王座を獲得。5月20日、タイガースとタッグを組んで大阪プロレスタッグ王座を獲得。
2011年6月26日、「大阪タッグフェスティバル」にタイガースとタッグを組んで出場して優勝。
2012年3月25日、原田大輔に勝利して大阪プロレス王座を獲得。

### バッファロー / 因幡のバッファロー
2014年4月4日、ナスキーホール梅田でデビュー20周年記念興行を開催。4月20日、大阪プロレスを退団。4月22日、先駆舎に入社。4月23日、リングネームを覆面レスラー「バッファロー」に改名。5月5日、鳥取だらずプロレスに入団し、リングネームを鳥取だらずプロレス限定で「因幡のバッファロー」になることを発表。5月14日、ダブプロレスでツバサとのタッグチーム「インフィニティ」が復活。
2017年1月21日、古巣の大阪プロレスでツバサとのタッグチーム「インフィニティ」が復活。2月3日、先駆舎からMAKAIに移籍。
2019年5月29日、いたばしプロレスリングに入団。いたプロヒーローズの新メンバー「ハッピーでんきマン」としても試合に出場することを併せて発表。
2021年5月23日、チームでら東スポーツセンター大会を以ってバッファローを封印。因幡のバッファローとしては引き続き活動。なお、バッファロー封印の時点で、因幡のバッファローとして既に鳥取だらずプロレス以外の団体へ参戦していた。

### ブラックバファロー復活
2022年1月1日、ゼウス率いる新生大阪プロレスが、公式YouTubeチャンネルにてブラックバファローがレギュラー参戦することを発表した。これに伴いバッファローも、保有しているTwitterアカウント「@blackbuffalo37」のアカウント名を「因幡のバッファロー」から「ブラックバファロー」に変更、ブラックバファローの復活を宣言した。なお、因幡のバッファローやハッピーでんきマンとしての活動も継続する。
1月27日、大阪プロレスが公式Twitterにてブラックバファローが新型コロナウイルスの陽性判定を受けたことを発表した。この際、「弊社所属」の文言が使われていたため、ブラックバファローが大阪プロレスに所属したことが判明した。
2月6日、大阪プロレス旗揚げ記者会見に出席し「選手兼営業部長」として活動することを発表した。

## 得意技
体のバネを生かしたパワーのある攻撃を主とするが試合運びがずる賢く巧みなため、普通のパワーファイターとは一線を画する。
バックドロップ
へそでなげる綺麗なモーションのバックドロップ。普通に投げるだけではなく、捻りを加えたり旋回させたりと状況にあわせ使い分けている。
グランドスラム
オニオンバスターと同型。
バッファロードライバー
タイガードライバーと同型。クロスアーム状態から牛が足で地面をかくムーブを入れてから投げる。
垂直落下式バッファロードライバー
クロスアームの体勢から腕をクラッチさせたままサンダーファイヤーパワーボムにもっていく危険な技。ここぞと言う時にしか出さない。
ジャンピングパイルドライバー
リングだけではなく机の上で放つなどルードらしい使い方をする。
シュラスコ
横三角絞め。
スライサー
相手の頭をリング外に向けサードロープにもたれかけさせてエプロンで放つギロチンドロップ。この後、追い打ちにリング下からの頭部へ向けてドロップキックを打つ事が多い。
スピアー
新宿FACEで開催されたTARU20周年記念興行にて、魔界で演じている俵藤太のコスチュームでKen45°へ見舞った。
ラリアット
バッファローのラリアットは、主に浴びせ倒しのものを使用する。
トラースキック

## 入場曲
- THE TACTICAL VIOKENCE（shinji）

## タイトル歴
- UWFスーパーウェルター級王座
- IWA世界ヘビー級王座
- 大阪プロレス王座
- 大阪プロレスタッグ王座
- 大阪タッグフェスティバル優勝
- アイアンマンヘビーメタル級王座
- VKF KING of WRESTLE NANIWA王座
- KING of FREEDOM WORLD TAG王座
- DOVE世界ヘビー級王座
- DOVEタッグ王座
- 頂天優勝
- BSS認定まんが王国とっとりタッグ王座
- だらず最強タッグリーグ優勝
- 山陰プロレス大賞（年間最高試合賞）
- チームでら認定ドラツェーガー王座

## エピソード
- 2011年8月13日、Jリーグで行われたセレッソ大阪対ガンバ大阪戦の試合開始前にゲストとして大阪プロレス所属選手が招かれた際に、バッファローが「ガンバ大阪、知らねえなぁ」とガンバ大阪のサポーターを煽った。この台詞はセレッソ大阪のサポーターに愛用されていた。12月4日、セレッソ大阪ファン感謝デーで「セレッソ流行語大賞」を獲得。

## CM出演
- キリン メッツ「GET FORCE」篇（キリンビバレッジ）